# Hieracium wysokae
Hieracium wysokae — вид рослин із родини айстрових (Asteraceae).

## Середовище проживання
Зростає у Європі (Україна).